# Тахтарев, Михаил Константинович
Михаил Константинович  Тахтарев (7 января 1839— 11 (24) марта 1917, Петроград) — русский военный 
деятель, учёный-артиллерист, конструктор. Генерал от артиллерии (03.09.1913). Заслуженный профессор Михайловской артиллерийской академии (1879).

## Биография
Родился в семье дворян Саратовской губернии.

В службу вступил в 1855 году после окончания Михайловского Воронежского кадетского корпуса. В 1858 году после окончания Константиновского кадетского корпуса произведён в  прапорщики и выпущен в Литовский лейб-гвардии полк.
В 1860 году после окончания Михайловской артиллерийской академии по 1-му разряду произведён в  прапорщики гвардейской артиллерии и назначен  репетитором Михайловского артиллерийского училища. В 1862 году произведён в подпоручики гвардии.  В 1863 году произведён в поручики гвардии с назначением учителем Михайловского артиллерийского училища.  В 1867 году произведён в  штабс-капитаны гвардии с назначением штатным преподавателем Михайловской артиллерийской академии и училища, одновременно с 1871 года назначен был делопроизводителем Главного артиллерийского управления. В 1870 году произведён в капитаны гвардии. В 1873 году произведён в полковники гвардии. С 1876 года назначен заведующим обучающими офицерами в Михайловской артиллерийской академии.
С 1879 года назначен  заслуженным профессором и почётным членом Конференции Михайловской артиллерийской академии и инженер-механиком  Артиллерийским комитетом ГАУ.  В 1883 году произведён в генерал-майоры. 
В 1893 году произведён в генерал-лейтенанты.
С 3 сентября 1913 года в отставке с производством в генералы от артиллерии.

## Награды
Награды:
- Орден Святого Станислава 2-й степени (1871)
- Императорская корона к ордену Святого Станислава 2-й степени (1873)
- Орден Святой Анны 2-й степени  (1878)
- Орден Святого Владимира 4-й степени  (1880)
- Орден Святого Станислава 1-й степени (1890)
- Орден Святой Анны 1-й степени  (1895)
- Орден Святого Владимира 2-й степени  (1900)
- Орден Белого орла (1904)
- Орден Святого Александра Невского (1908)

## Семейная связь
- Жена — Елена Клавдиевна Тахтарева (в девичестве Ильенко) — дочь надворного советника Клавдия Григорьевича Ильенко, служившего по Министерству финансов.

Сыновья:
- Константин
- Михаил (род.17.03.1880)
- Валериан (13.03.1889—23.09.1919)

## Адрес
- Санкт-Петербург, Институтский проспект дом 20 (современный номер 18), собственный дом генерала М. К. Тахтарева